# Lurs
Lurs – miejscowość i gmina we Francji, w regionie Prowansja-Alpy-Lazurowe Wybrzeże, w departamencie Alpy Górnej Prowansji.

## Demografia
Według danych na rok 1990 gminę zamieszkiwało 320 osób, a gęstość zaludnienia wynosiła 14 osób/km². W styczniu 2015 r. Lurs zamieszkiwało 380 osób, przy gęstości zaludnienia wynoszącej 16,6 osób/km².